# Charlie Cresswell
Charlie Cresswell (Preston, 17 de agosto de 2002) es un futbolista británico que juega en la demarcación de defensa para el Toulouse F. C. de la Ligue 1.

## Biografía
Empezó a formarse como futbolista en la cantera del Leeds United F. C. Después de siete temporadas en las categorías inferiores del club, finalmente debutó con el primer equipo el 16 de septiembre de 2020 en un encuentro de la Copa de la Liga contra el Hull City A. F. C., partido que finalizó con un marcador de empate a uno tras los goles de Mallik Wilks y Ezgjan Alioski. El 25 de septiembre de 2021 debutó en la Premier League contra el West Ham United F. C.
El 4 de julio de 2022 fue cedido una temporada al Millwall F. C. Tras la misma regresó a Leeds donde permaneció otro año antes de marcharse definitivamente al Toulouse F. C. en julio de 2024.

## Clubes
| Club                    | País       | Año       | Partidos | Goles |
| ----------------------- | ---------- | --------- | -------- | ----- |
| Leeds United F. C.      | Inglaterra | 2020-2022 | 7        | 0     |
| Millwall F. C. (cedido) | Inglaterra | 2022-2023 | 30       | 5     |
| Leeds United F. C.      | Inglaterra | 2023-2024 | 7        | 0     |
| Toulouse F. C.          | Francia    | 2024-     | 34       | 4     |

## Palmarés

### Títulos internacionales
| Título          | Equipo            | Sede       | Año  |
| --------------- | ----------------- | ---------- | ---- |
| Eurocopa Sub-21 | Inglaterra sub-21 | Eslovaquia | 2025 |